# Hilltop-Algorithmus
Der Hilltop-Algorithmus (Hilltop dt. „Bergspitze“) ist ein Verfahren, das eine große Menge verknüpfter Dokumente (beispielsweise dem World Wide Web) nach Relevanz bezüglich von Suchbegriffen sortiert. Im Gegensatz zum PageRank-Algorithmus wird also nicht der Wert eines Dokumentes bestimmt, sondern dessen Verbindung zu einem bestimmten Suchwort.

## Geschichte
Der Algorithmus wurde von Krishna Bharat und George A. Mihaila an der University of Toronto entwickelt. Im Jahr 2003 erwarb Google das Patent.

## Ablauf
Der Hilltop-Algorithmus besteht aus zwei aufeinanderfolgenden Phasen:
1. Bestimmung der sogenannten Experten-Seiten zu einem Suchwort. Als Experten-Seiten werden beim Hilltop-Algorithmus Dokumente definiert, die auf eine große Anzahl unabhängiger Dokumente dieses Themas verweisen. Diese Experten-Seiten können automatisch ermittelt werden.
2. Sortierung der Autoritäts-Seiten anhand der Häufigkeit und Relevanz der verweisenden Experten-Seiten. Autoritäts-Seiten  sind definitionsgemäß Dokumente, auf die mindestens zwei unabhängige Experten-Seiten verweisen.